# Diplocanthopoda hatamensis
Diplocanthopoda hatamensis là một loài nhện trong họ Salticidae.
Loài này thuộc chi Diplocanthopoda. Diplocanthopoda hatamensis được Tord Tamerlan Teodor Thorell miêu tả năm 1881.